# کندلاریا
کندلاریا (به اسپانیایی: Candelaria) یک منطقهٔ مسکونی در آرژانتین است که در استان میسیونس واقع شده‌است.